# فدراسیون بین‌المللی انجمن‌های مخترعان
| فدراسیون بین‌المللی انجمن های مخترعان (IFIA) | فدراسیون بین‌المللی انجمن های مخترعان (IFIA)                                 |
| ------------------------------------------- | --------------------------------------------------------------------------- |
|                                             |                                                                             |
| شعار                                        | نوآوری برای جهانی بهتر                                                      |
| بنیان‌گذاری                                  | ۱۹۶۸                                                                        |
| شخصیت حقوقی                                 | فدراسیون غیردولتی غیرانتفاعی زیر نظرشورای اقتصادی و اجتماعی سازمان ملل متحد |
| دفتر                                        | ژنو، سوئیس                                                                  |
| زبان رسمی                                   | انگلیسی                                                                     |
| رئیس                                        | علیرضا رستگار                                                               |
| وب‌گاه رسمی                                  | https://www.ifia.com/                                                       |

فدراسیون بین‌المللی انجمن های مخترعان (IFIA) (به انگلیسی: (International Federation of Inventors' Association-IFIA) یک سازمان غیر دولتی است که زیر نظر شورای اقتصادی و اجتماعی سازمان ملل متحد و عضو ناظر سازمان جهانی مالکیت فکری است  که در سال ۱۹۶۸ به ابتکار آقایان دکتر هارالد رومانوس  و لیف نوردسرند بوده‌اند که اقدام به نگارش نخستین اساسنامه و ثبت حقوقی آن نمودند؛ و با گردهم‌آیی هفت کشور اروپایی (انگلستان، سوئد، نروژ، فرانسه، هلند، سوئیس و آلمان) راه‌اندازی شد.

مقر اصلی(دفتر) این فدراسیون در شهر ژنو سوئیس است. این فدراسیون جهانی نیز مانند دیگر فدراسیون های جهانی غیردولتی است و از هر کشور یک موسسه و یا انجمن ملی مخترعان را به‌ عضویت رسمی می‌پذیرد.

## اهداف و فعالیت‌ها
هم اکنون، مخترعان بیش از ۱۷۵ کشور جهان عضو رسمی این فدراسیون هستند..

این فدراسیون حمایت‌کنندة برگزاری مسابقات جهانی ، نمایشگاه‌های تخصصی و بین‌المللی ، کنفرانس‌ها، و کارگاه‌های آموزشی است. از جمله اهداف اصلی این فدراسیون برای حمایت مادی، معنوی و حقوقی از مخترعان جهان است.

## ایفیا چیست؟
ایفیا یک فدراسیون جهانی است که در حوزه اختراعات و ابتکارات می‌باشد که در سال ۱۹۶۸ با هدف ایجاد بستر مناسب بین‌المللی برای حمایت از مخترعان تأسیس شد. مأموریت ایفیا توسعه خلق دانش، ترویج فرهنگ نوآوری و تسهیل فرایند تبدیل ایده به ثروت می‌باشد.

## ایفیا چه می‌کند؟
- اجرای برنامه‌های آموزشی از قبیل سمینارها، کنفرانس‌ها و کارگاه‌ها
- حمایت از برگزاری رویدادهایی مانند جشنواره‌ها، المپیادها، نمایشگاه‌ها و مسابقات
- انتخاب و اعطای جوائز بین‌المللی به مخترعین برتر
- تقدیر از شخصیتهای برجسته و تأثیرگذار در این عرصه
- تولید محتوا و نشر کتاب‌های مرجع، آماری، راهنما و کمک آموزشی
- ایجاد شبکه‌های فیزیکی و مجازی مرتبط بین‌المللی
- ارائه خدمات مشاوره‌ای

## تاریخچه
ایفیا در سال ۱۹۶۸ در قالب یک فدراسیون در لندن توسط هفت نفر از  انگلستان، سوئد، نروژ، فرانسه، هلند، سوئیس و آلمان تأسیس شد. بنیانگذاران این سازمان آقایان دکتر هارالد رومانوس و لیف نوردسرند بوده‌اند که اقدام به نگارش نخستین اساسنامه و ثبت حقوقی آن نمودند.

## رؤسای فدراسیون
- دکتر ریچارتسون انگلستان ۱۹۶۸–۱۹۷۱
- دکتر هارد رومانسون سوید ۱۹۷۱–۱۹۷۴
- دکتر فردریش بور مستر از کشور آلمان ۱۹۷۴–۱۹۷۷
- لیف نوردسرند از کشور نروژ ۱۹۷۷–۱۹۸۲
- دکتر ل واره از کشور انگلستان ۱۹۸۲–۱۹۸۴
- تورفین جانسن از کشور سوید ۱۹۸۴–۱۹۸۵
- دکتر گوران والین از کشور سوید ۱۹۸۵–۱۹۸۷
- دکتر فلدمن از کشور سوییس ۱۹۸۷–۱۹۹۰
- دکتر فاروق موسی از کشور سوئیس ۱۹۹۰–۲۰۰۶
- دکتر آندراس ودرش از کشور مجارستان ۲۰۰۶–۲۰۱۴
- علیرضا رستگار از کشور جمهوری اسلامی ایران ۲۰۱۴ -۲۰۲۷

## اعضا ی فدراسیون
موسسات و انجمن های ملی و مراکز علمی و دانشگاهی در ۱۲۵ کشور از ۵ قاره دنیا

## ارکان سازمانی
- مجمع عمومی: مهم‌ترین رکن فدراسیون متشکل از کشورهای عضو می‌باشد.[۶]
- ریاست فدراسیون بالاترین مقام اجرایی است که از میان اعضای مؤثر و با سابقه برای مدت ۴ سال با رأی مجمع عمومی انتخاب می‌شود.[۶]
- کمیته اجرایی: نهاد سیاست گذار این فدراسیون می‌باشد که به مدت دو سال توسط مجمع عمومی تعیین می‌گردند.[۶]
- دبیران: مدیران اجرایی در حوزه‌های مختلف فعالیت فدراسیون که توسط رییس فدراسیون برای دوره ۲ ساله منصوب می‌شوند.
- شبکه‌های منطقه‌ای: هماهنگ‌کننده برنامه‌های قاره‌ای فدراسیون که متشکل از پنج قاره جهان می‌باشند.
- تبلیغات و بازاریابی: مسئول برنامه‌های حوزه برند سازی و جذب حمایت‌های مادی
- ارتباطات و رسانه: معرفی فعالیت‌ها و ارتباط با رسانه‌های گروهی
- خزانه دار: مدیریت مالی و حسابرسی

## دپارتمان‌ها
- جوانان: مجری برنامه‌های گروه سنی جوان که دفتر آن در شهر نورنبرگ آلمان می‌باشد.
- استارتاپ ها: مجری و ارایه دهنده خدمات به استارتاپ ها می باشد که مرکز آن در شهر سائوپولو برزیل می باشد.[۷]
- زنان: مجری برنامه‌های حوزه زنان که دفتر آن در شهر سئول کره جنوبی می‌باشد.
- انتقال تکنولوژی: ارائه دهنده خدمات تبادل تکنولوژی بین کشورها که مرکز آن در شهر استکهلم سوئد می‌باشد.
- آموزش و مالکیت فکری: مسئولیت ارائه برنامه‌های آموزشی شرکت  را بر عهده دارد که دفتر آن در شهر لیوبلیانا اسلوونی می‌باشد.
- رویدادها و جوایز: هماهنگ‌کننده برگزاری رویدادها و اهدای جوایز
- اعضاء: مسئول عضویت و نظارت بر فعالیت کشورها

## نگارخانه

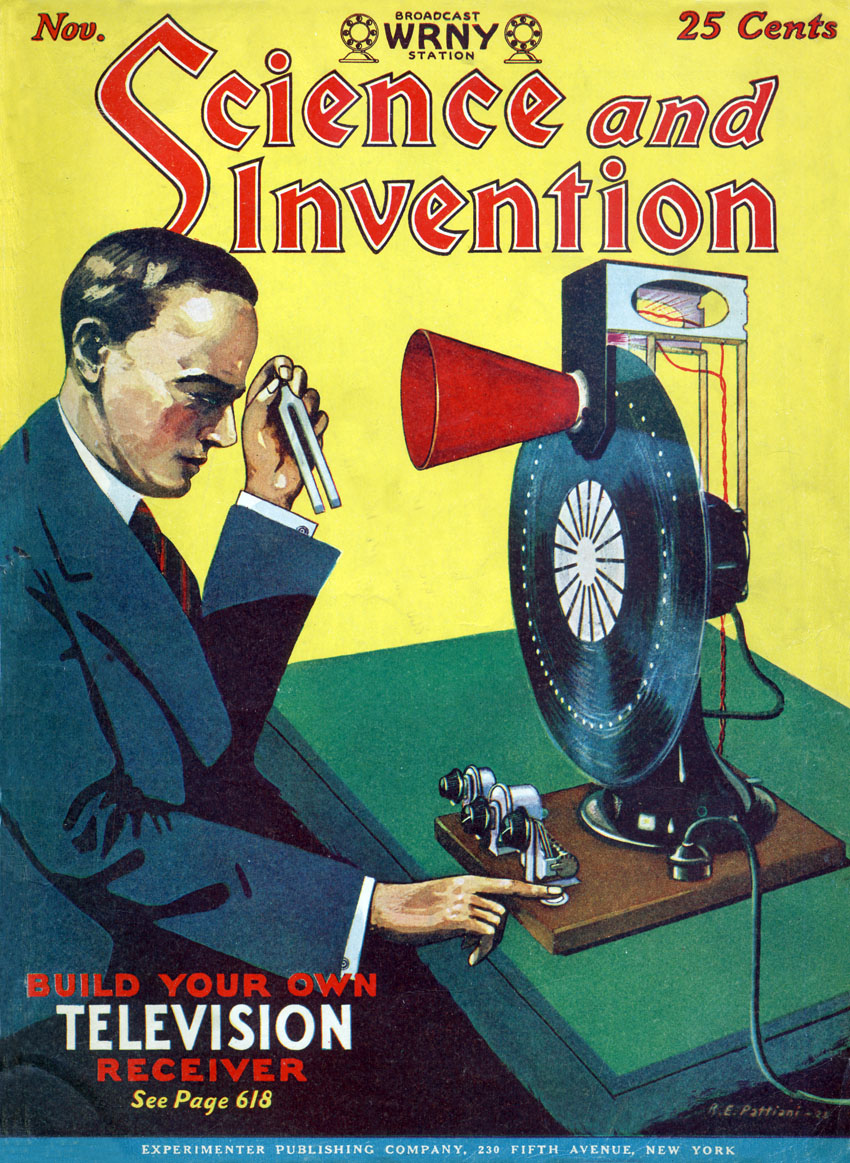
جلد مجله «علم و اختراع»، نوامبر ۱۹۲۸
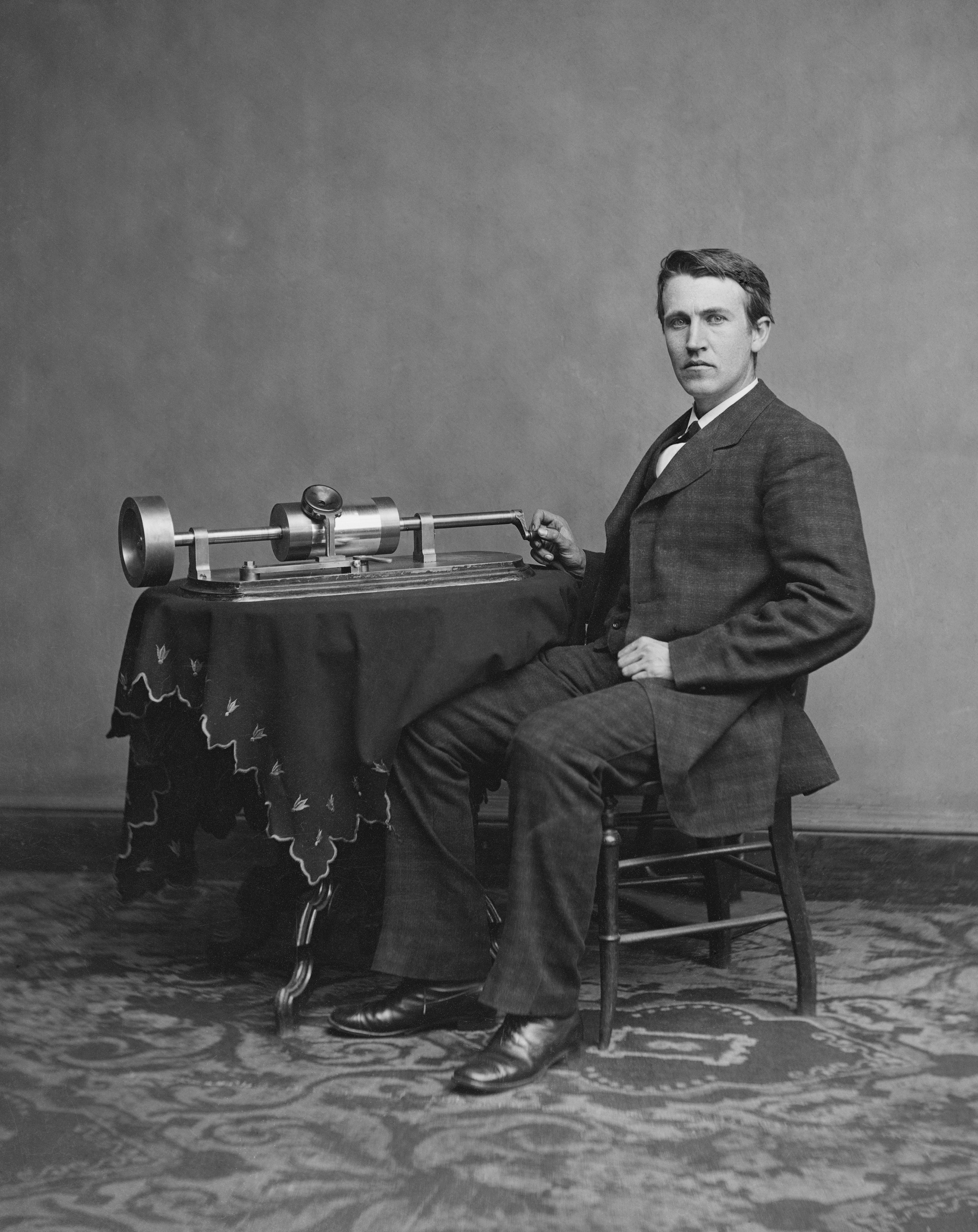
توماس ادیسون، مخترع نامدار آمریکایی، دارای ۱۰۹۳ اختراع ثبت‌شده در آمریکا
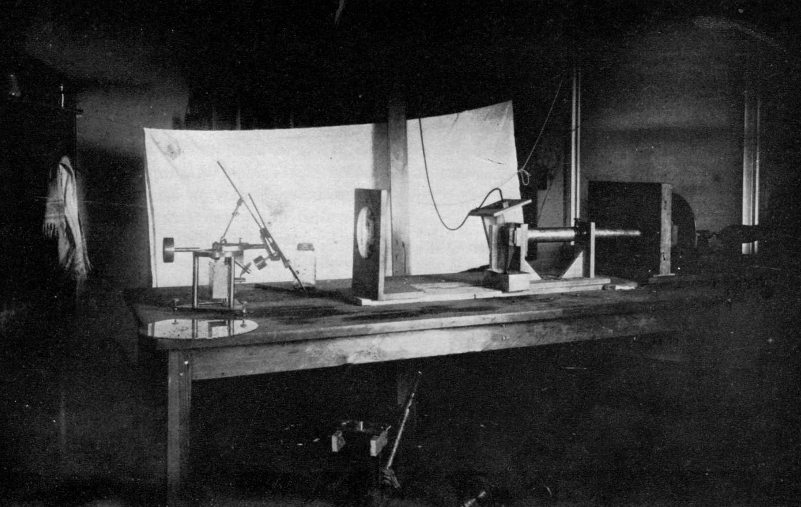
یک عکس نادر از دفتر کار الکساندر گراهام بل در واشینگتن دی سی (سال ۱۸۸۴)، در حال ضبط تجربی الگوهای صدا